# Uruguay vasúti közlekedése
Uruguay vasúthálózatának hossza 1641 km, normál (1435 mm) nyomtávú. Nemzeti vasúttársasága a Ferrocarriles del Uruguay.

## Története
1948. december 31-én a parlament jóváhagyta a külföldi vasutak megvásárlására irányuló projekteket, ezzel részben törlesztve azt a 17 millió fontot, amellyel az Egyesült Királyság tartozott Uruguaynak a második világháború alatt történt vásárlások miatt. A vasutakat 1949. január 31-én államosították. Ugyanezen év augusztusában a végrehajtó hatalmi ág javasolta a Közgyűlésnek az Állami Szárazföldi Közlekedési Igazgatóság (ATTE) nevű szerv létrehozását, amelynek feladata a következő volt:
- A közúti személy- és áruszállítás irányítása
- A vasúthálózat működtetése és karbantartása
- Szolgáltatások nyújtása a Közlekedési Minisztérium által épített és karbantartott utakon

A szervezet fokozatosan felkészült a magánvállalkozások átvételére, és a javaslatot a romboló verseny elkerülésének szükségességére alapozták. Mivel a végrehajtó hatalom nehezen kapta meg a jóváhagyást, úgy döntött, hogy nem folytatja a javaslatot, és lehetővé teszi, hogy az új szervezet a vasúti közlekedés működtetésére korlátozza a funkcióját. Eközben 1949. január 31. és 1952. szeptember 19. között az ország két állami vasúttal rendelkezett: a Ferrocarril Central del Uruguay (az államosított vállalatok számára) és az állami vasút- és villamoshálózat, amely továbbra is a korábbi működésének élén maradt. A két vállalatot az Állami Vasúti Igazgatóság (AFE) létrehozásával 1952. szeptember 19-én egyesítették.

## Vasúti kapcsolat más országokkal
- Brazília - van, de eltérő a nyomtáv (1435 mm / 1000 mm)
- Argentína - van, de csak teherforgalom